# Carolina Geijssen
Carolina Cornelia Catharina Geijssen, detta Carry (Amsterdam, 11 gennaio 1947), è un'ex pattinatrice di velocità su ghiaccio olandese.

## Palmarès
Olimpiadi
- 2 medaglie:
  - 1 oro (1000 m a Grenoble 1968)
  - 1 argento (1500 m a Grenoble 1968)

Mondiali
- 1 medaglia:
  - 1 bronzo (completi a Helsinki 1968)